# Johannes Vahlen
Johannes Vahlen, född 27 september 1830 i Bonn, död 30 november 1911 i Berlin, var en tysk filolog. Han var far till Theodor Vahlen
Vahlen blev professor i klassisk fornkunskap vid universitetet i Wien 1858 och tillträdde 1874 en professur vid universitetet i Berlin.